# 3XMM J215022.4−055108
3XMM J215022.4−055108 é um buraco negro de massa intermediária um 740 milhões de anos luz. Ele tem uma massa algumas dezenas de milhares de massas solares (mais de 50 000 vezes a massa do nosso Sol) em um aglomerado estelar maciço nos arredores de uma grande galáxia lenticular barrada em D_L = 247 Mpc. No entanto, novas observações são necessárias para confirmar a fonte como um dos melhores candidatos a buracos negros de massa intermediária.  Estudos sugerem que o aglomerado de estrelas que abriga 3XMM J215022.4-055108 poderia muito bem ser o núcleo despojado de uma galáxia anã de massa mais baixa que foi gravitacionalmente interrompida por interações com seu maior hospedeiro galáctico.

## Descoberta
Em 2006, os satélites de alta energia detectaram uma poderosa explosão de raios-X, mas não ficou claro se eles se originaram de dentro ou de fora da nossa galáxia. Os pesquisadores atribuíram isso a uma estrela sendo despedaçada depois de chegar muito perto de um objeto compacto gravitacionalmente poderoso, como um buraco negro.
A fonte de raios X, 3XMM J215022.4-055108, não estava localizada no centro de uma galáxia, onde normalmente existem buracos negros maciços. Isso gerou esperanças de que um IMBH fosse o culpado, mas primeiro outra fonte possível do surto de raios-X teve que ser descartada: uma estrela de nêutrons em nossa própria Via Láctea, esfriando depois de ser aquecida a uma temperatura muito alta. Estrelas de nêutrons são os restos extremamente densos de uma estrela que explodiu.
O Hubble foi apontado para a fonte de raios-X para resolver sua localização precisa. Imagens profundas e de alta resolução confirmaram que os raios X emanavam não de uma fonte isolada em nossa galáxia, mas sim de um aglomerado estelar distante e denso nos arredores de outra galáxia - exatamente o tipo de lugar que os astrônomos esperavam encontrar evidências de IMBH. Pesquisas anteriores do Hubble mostraram que quanto mais massiva a galáxia, mais massivo é o seu buraco negro. Portanto, o resultado de 2020 sugere que o aglomerado de estrelas que abriga 3XMM J215022.4-055108 pode ser o núcleo despojado de uma galáxia anã de menor massa que foi gravitacionalmente destruída por suas interações estreitas com sua galáxia maior atual. hospedeiro.